# Paepalanthus asper
Paepalanthus asper är en gräsväxtart som beskrevs av Silveira. Paepalanthus asper ingår i släktet Paepalanthus och familjen Eriocaulaceae. Inga underarter finns listade i Catalogue of Life.